# Tomba del vaso dell'Amazzonomachia
La tomba del vaso dell'Amazzonomachia è una tomba ubicata a Ruvo di Puglia.

## Storia e descrizione
La tomba venne costruita nel IV secolo a.C., quando Ruvo di Puglia era sotto il dominio dei Greci: apparteneva a una figura di spicco dell'aristocrazia locale e quando venne allestito il suo corredo funerario probabilmente il proprietario era ancora in vita. Fu ritrovata nel 1832 nel fondo Buccettolo, poco fuori le mura di Ruvo di Puglia, lungo quello che poi sarebbe diventato corso Carafa: al momento del suo rinvenimento la tomba era stata già depredata e gli unici ritrovamenti, durante le indagini del 1834, riguardano parte del corredo funerario.
La tomba del vaso dell'Amazzonomachia era, come altre della zona, a semicamera. Gli unici ritrovamenti al suo interno riguardano vasellame del corredo funerario del proprietario: in particolare venne ritrovato il cosiddetto vaso dell'Amazzonomachia, da cui prende il nome, il cratere di Archermoros, la loutrophoros con Tereo e Apate, l'anfora con Ipsipile, Euridice e Licurgo e la phiale con scena nuziale, quest'ultima andata perduta, tutti attribuiti al Pittore di Dario. Tutti questi reperti, dopo il restauro, vennero venduti nel 1835 al Real Museo Borbonico, divenuto poi Museo archeologico nazionale di Napoli.